# 土岐頼行
土岐 頼行（とき よりゆき）は、江戸時代前期の大名。摂津高槻藩第2代藩主、後に下総相馬藩主、出羽上山藩藩主。沼田藩土岐家2代。松本一指に学び、自得記流を創始した槍術家でもある。

## 生涯
慶長13年（1608年）、摂津高槻藩初代藩主・土岐定義の長男として生まれる。
元和5年（1619年）、父が死去したために家督を継いだが、幼少を理由に摂津高槻2万石から下総相馬1万石に減封された。寛永元年（1624年）10月28日、従五位下山城守に叙位・任官する。寛永5年（1628年）2月10日、1万5000石を加増されて出羽上山2万5000石へ加増移封された。
その後は検地や羽州街道の整備、城下町の整備を実施して藩政の基礎を固める一方で、朝鮮通信使の饗応役、大坂城番、甲府勤番などを歴任している。寛永6年（1629年）から寛永9年（1632年）まで、紫衣事件で処罰された沢庵宗彭の身柄を預かり手厚く保護している。
はじめ次男の頼長を嫡男としたが、不行跡かつ病弱であったため廃嫡した。延宝6年（1678年）8月16日、家督を長男の頼殷に譲って隠居し、入道して宗是と号した。
貞享元年（1684年）12月10日に死去。享年77。

## 系譜
父母
- 土岐定義（父）
- 諏訪頼水の娘（母）

正室
- 伊丹康勝の娘

側室
- 福山氏

子女
- 土岐頼殷（長男） 生母は福山氏
- 土岐頼長（次男）
- 土岐頼賢
- 田中定格継室
- 円鏡院 - 小堀政恒正室